# Scipionen
Die Scipionen (lateinisch Cornelii Scipiones bzw. kurz Scipiones) mit dem Nomen Cornelius Scipio (weibliche Form: Cornelia Scipia), bestehend aus dem Gentilnamen Cornelius und dem Beinamen (Cognomen) Scipio (lateinisch für „Stock“), waren der berühmteste Zweig (lateinisch stirps) des römischen patrizischen Geschlechts (lateinisch gens) der Cornelier. Sie gingen wohl auf die Cornelii Malugenses zurück und insbesondere während der Punischen Kriege gegen Karthago machten sich mehrere Angehörige der Familie einen großen Namen. Am Ende der Republik gingen die Cornelii Scipiones in den Cornelii Lentuli auf, die in der Kaiserzeit auch das Cognomen Scipio wiederbelebten.

## Familienmitglieder
Bekannte Scipiones waren:
- Gnaeus Cornelius Scipio Asina, römischer Politiker, Konsul 260 v. Chr. und 254 v. Chr.
- Gnaeus Cornelius Scipio Calvus († 211 v. Chr.), römischer Feldherr und Staatsmann, Konsul 222 v. Chr.
- Gnaeus Cornelius Scipio Hispallus,  römischer Politiker, Konsul 176 v. Chr.
- Gnaeus Cornelius Scipio Hispanus, römischer Politiker, Prätor 139 v. Chr.
- Lucius Cornelius Scipio (Konsul 350 v. Chr.)
- Lucius Cornelius Scipio (Konsul 259 v. Chr.), römischer Politiker
- Lucius Cornelius Scipio (Prätor 174 v. Chr.), römischer Senator
- Lucius Cornelius Scipio (Quästor 167 v. Chr.), römischer Politiker und Militär
- Lucius Cornelius Scipio Asiaticus (Konsul 190 v. Chr.), römischer Politiker und Feldherr
- Lucius Cornelius Scipio Asiaticus (Konsul 83 v. Chr.), römischer Politiker
- Lucius Cornelius Scipio Barbatus, römischer Konsul 298 v. Chr.
- Marcus Cornelius Scipio Maluginensis
- Publius Cornelius Scipio (Konsulartribun), römischer Priester, Rhetor und Historiker, Konsulartribun 395 und 394 v. Chr.
- Publius Cornelius Scipio (Konsul 218 v. Chr.) († 211 v. Chr.), römischer Feldherr und Staatsmann
- Publius Cornelius Scipio (Augur), römischer Priester, Rhetor und Historiker, Augur 180 v. Chr.
- Publius Cornelius Scipio (Konsul 16 v. Chr.), römischer Senator
- Publius Cornelius Scipio (Quästor), römischer Senator
- Publius Cornelius Scipio (Konsul 56), römischer Konsul 56
- Publius Cornelius Scipio Aemilianus Africanus  (185 v. Chr.–129 v. Chr.), römischer Konsul 147 und 134 v. Chr.
- Publius Cornelius Scipio Africanus (235–183 v. Chr.), römischer Feldherr, Sieger über Hannibal bei Zama, Konsul 205 v. Chr. und 194 v. Chr.
- Publius Cornelius Scipio Asiaticus, römischer Politiker und Senator, Suffektkonsul 68
- Publius Cornelius Scipio Asina, römischer Konsul 221 v. Chr., Interrex 217 v. Chr.
- Publius Cornelius Scipio Nasica (Konsul 191 v. Chr.), römischer Politiker, Konsul 191 v. Chr.
- Publius Cornelius Scipio Nasica (Prätor), römischer Politiker, Prätor 93 v. Chr.
- Publius Cornelius Scipio Nasica Corculum († 141 v. Chr.), römischer Politiker, Konsul 162 v. Chr., Censor 159 v. Chr.
- Publius Cornelius Scipio Nasica Serapio († 132 v. Chr.), römischer Politiker, Pontifex maximus 141 v. Chr., Konsul 138 v. Chr.
- Publius Cornelius Scipio Nasica Serapio (Konsul 111 v. Chr.) († 111 v. Chr.), römischer Politiker, Konsul 111 v. Chr.
- Publius Cornelius Lentulus Scipio (Suffektkonsul 2), römischer Politiker und Senator
- Publius Cornelius Lentulus Scipio (Suffektkonsul 24), römischer Politiker und Senator
- Servius Cornelius Scipio Salvidienus Orfitus (Konsul 51) († um 66), römischer Senator und Politiker
- Servius Cornelius Scipio Salvidienus Orfitus (Suffektkonsul), römischer Senator und Politiker,  Suffektkonsulat um 82
- Servius Cornelius Scipio Salvidienus Orfitus (Konsul 110), römischer Senator und Politiker
- Servius Cornelius Scipio Salvidienus Orfitus (Konsul 149), römischer Senator und Politiker
- Servius Cornelius Scipio Salvidienus Orfitus (Konsul 178), römischer Senator und Politiker
- Quintus Caecilius Metellus Pius Scipio, Konsul 52 v. Chr., Gegenspieler von Julius Cäsar

## Familiengrab
Ihr berühmtes Familiengrab lag an der Via Appia vor der Porta Capena, wo ihre Leichen unverbrannt in Sarkophagen in unterirdischen Kammern beigesetzt wurden. Dieses Grab wurde 1614 gefunden und 1780 ganz aufgedeckt (Veröffentlichung von Giovanni Battista Piranesi). Die Funde an Inschriften, Sarkophagen und Skulpturenschmuck gelangten größtenteils in die Vatikanischen Museen; der älteste Africanus soll dort z. B. eine Büste des Dichters Ennius aufgestellt haben.